# برديليس
بارديليس (باليونانية: Βάρδυλις)‏ (ق. 448 - ج. 358 قبل الميلاد) كان ملكا إليريا حكم مملكة داردانيا التي رُبما كان مؤسسها أيضا.
خلال فترة حكمه، جعل بارديليس مملكة داردانيا واحدة من أقوى الدول الإليرية في ذلك الوقت. وتحت قيادته، هزم الداردانيون المقدونيين والمولوسيين [الإنجليزية] عدة مرات، ووسع مساحة مملكته لتشمل مقدونيا ولينكستيس [الإنجليزية] . كما قاد غارات ضد إيبروس، ولكن تم طرد جنوده بسرعة من المنطقة.
وفقًا للمصادر القديمة، عاش برديليس لأكثر من 90 عامًا. وفقًا لهذه المصادر أيضا، عاش برديليس فترة طويلة وكان في سن متقدمة عندما واجه فيليب الثاني المقدوني سنة 358 قبل الميلاد والذي توفي على يديه، حيث رفض فيليب عرض برديليس للسلام والمبني على احتفاظ هذا الأخير بالأراضي المحتلة.